# ヴォルフトーン
ヴォルフトーン（独: Wolfton ）、またはウルフトーン（英: wolf tone ）とは演奏音と楽器の胴体の共振周波数が一致した時に発生する、原音の周波数を増幅／拡大した、持続し共鳴する人工的な倍音である。周期的な唸りを伴う事が多く、それが動物の狼の吠え声に例えられた事からこう呼ばれる。
類似の名称を持つ現象としてwolf intervalがあるが、これは古典音律において、純正音程から大きく外れているために、同時に鳴らすと強いうなりを伴う音程の事を指す。

## 弦楽器

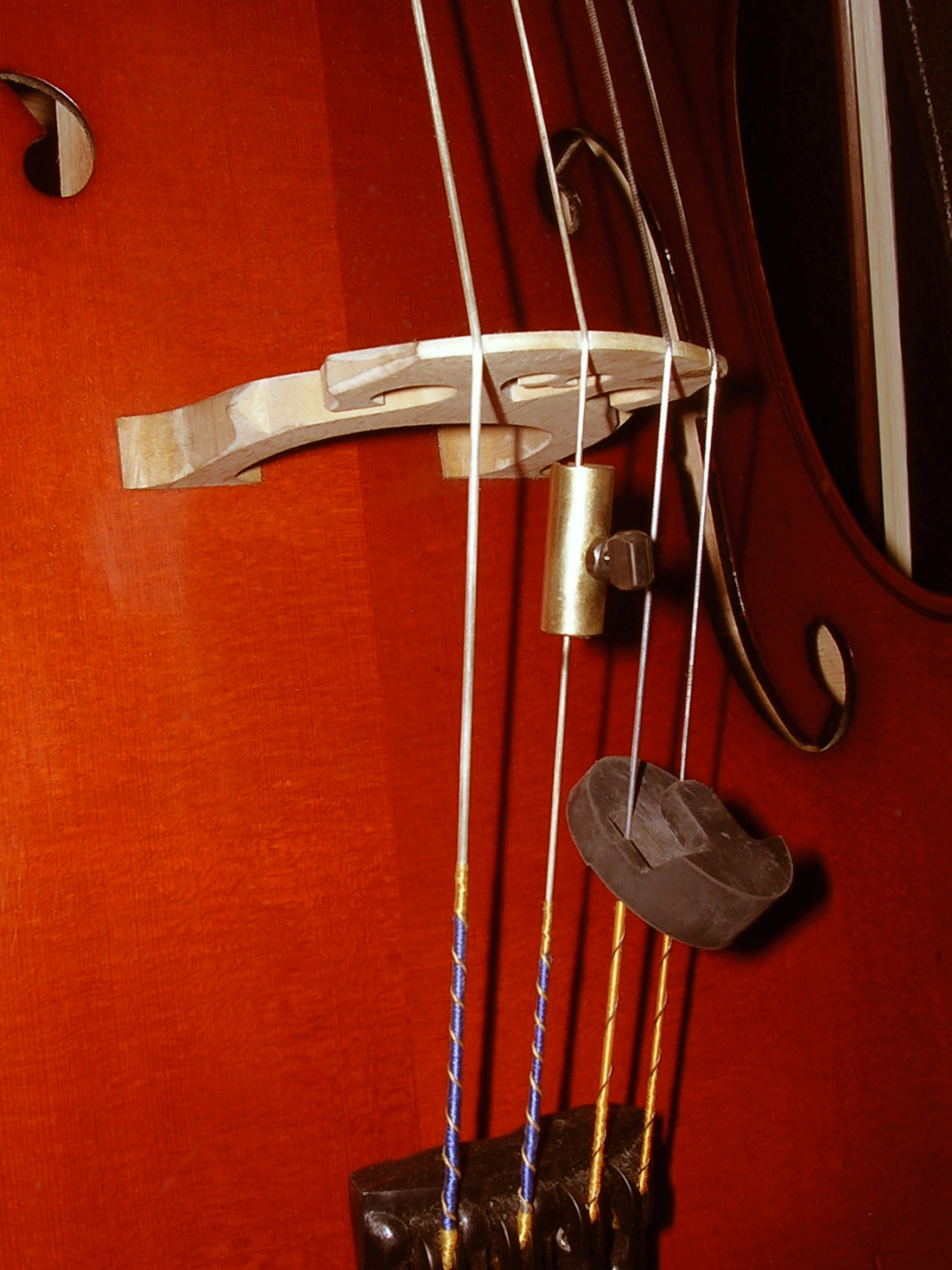
チェロのG弦（左から2弦目）の典型的な場所、駒とテイルピースとの間に取り付けられたブラス製のヴォルフ・エリミネータ（D弦（左から3弦目）に取り付けられた黒いゴム製のものは弱音器）。

ヴォルフトーンは通常、擦弦楽器においてのみ目立つもので、特にチェロ及びヴァイオリン属において顕著であり、発生した音が長い時間演奏される為、容易に耳にされる。
ヴォルフはEとFシャープの音高、またはその間に存在している事が多い。
ヴォルフはヴォルフ・エリミネータと呼ばれる機材で除去する事が出来る。
これは、原因となる弦の駒の下部分にフィットする、ゴム製のスリーヴを内部に持つ金属管、及び取付用のネジから構成される。
この管を弦に沿った別の場所に取り付ける事で、ヴォルフの発生する周波数は影響を受け、又は除去される。
それは基本的に反響を抑えるアッテネータである。
古いタイプのチェロはヴォルフ周波数に調律可能な5弦を持ち、オクターブ上または下を押弦する事でいくらかヴォルフを弱める事が出来た。膝で圧迫するトリックも使われた。
ルー・ハリソンは、セイモア・バラブの新しいチェロのヴォルフを生かした作品（チェロとハープの為の組曲の第二楽章において明白な改訂をしている）を書いていたと言われている。